# Manuel Pérez Orihuela
Manuel Pérez Orihuela (Rociana del Condado, 1 de enero de 1944), también conocido como Macario, es un exfutbolista español que ocupaba la posición de centrocampista y que desarrolló su carrera profesional en el Real Betis Balompié, donde ganó en dos ocasiones el campeonato de Segunda División, y en el Real Club Deportivo Mallorca.

## Clubes
| Club                | País   | Año       |
| ------------------- | ------ | --------- |
| Real Betis Balompié | España | 1966-1974 |
| R. C. D. Mallorca   | España | 1974-1975 |

## Reconocimientos
El estadio municipal de fútbol de su localidad natal, Rociana del Condado, se denomina Manuel Pérez Macario en su honor, al igual que la escuela deportiva infantil.